# Benque-Dessous-et-Dessus
Benque-Dessous-et-Dessus ist eine französische Gemeinde mit 29 Einwohnern (Stand 1. Januar 2022) im Département Haute-Garonne in der Region Okzitanien (zuvor Midi-Pyrénées). Die Einwohner werden als Benquais bezeichnet.

## Geographie
Umgeben wird Benque-Dessous-et-Dessus von den neun Nachbargemeinden: 
| Caubous, Garin        | Mayrègne                                    | Saint-Paul-d'Oueil |
| Billière              | Kompassrose, die auf Nachbargemeinden zeigt | Saccourvielle      |
| Castillon-de-Larboust | Saint-Aventin                               | Trébons-de-Luchon  |

## Bevölkerungsentwicklung
| Jahr                       | 1962 | 1968 | 1975 | 1982 | 1990 | 1999 | 2005 | 2010 | 2017 | 2019 |
| -------------------------- | ---- | ---- | ---- | ---- | ---- | ---- | ---- | ---- | ---- | ---- |
| Einwohner                  | 54   | 55   | 33   | 32   | 33   | 19   | 17   | 25   | 25   | 27   |
| Quellen: Cassini und INSEE |      |      |      |      |      |      |      |      |      |      |

## Sehenswürdigkeiten

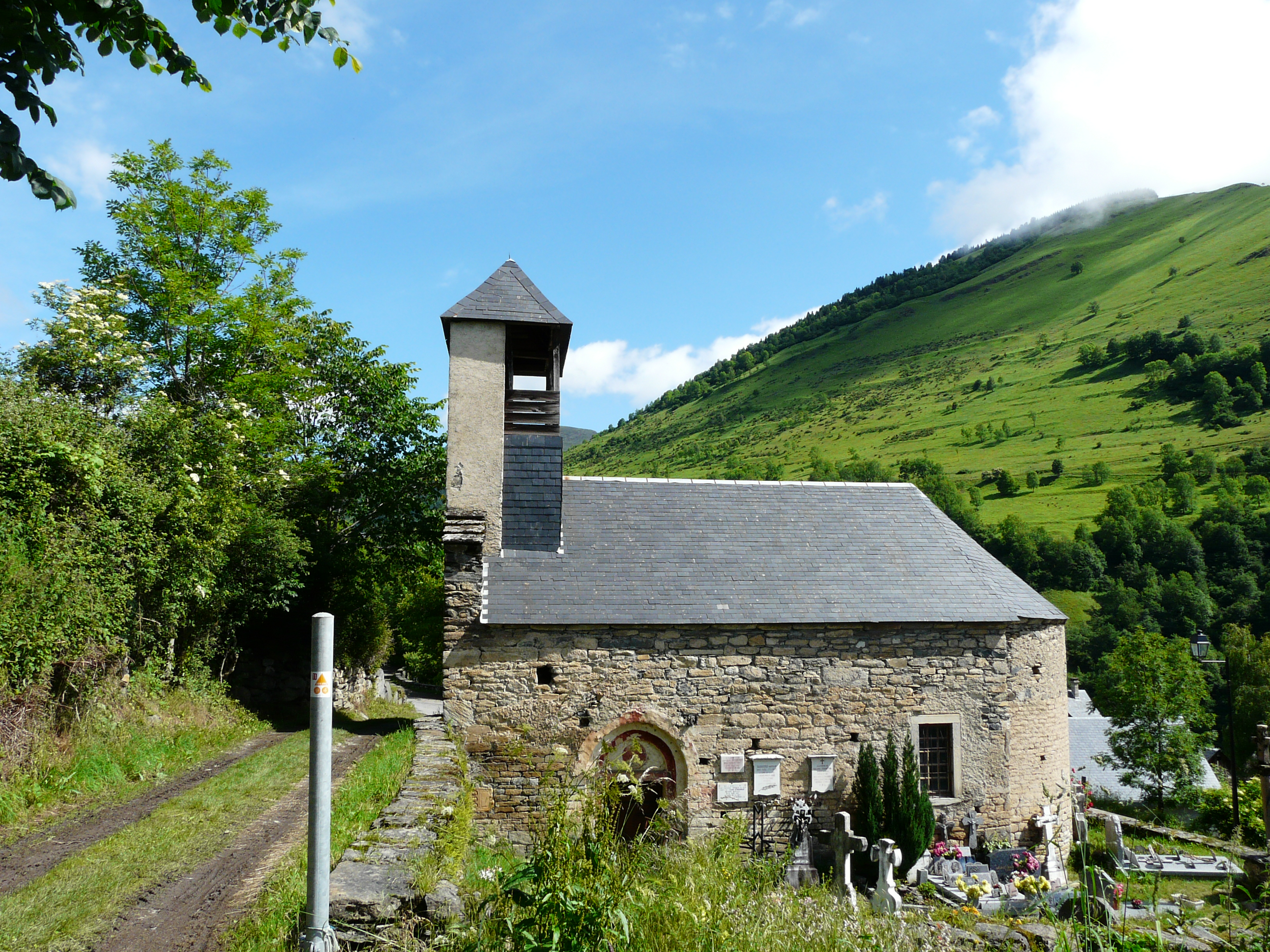
Kirche St-Geniès

Siehe auch: Liste der Monuments historiques in Benque-Dessous-et-Dessus
- Kirche St-Blaise
- Kirche St-Geniès (siehe auch: Weihwasserbecken (Benque-Dessous-et-Dessus))